# Antic Ajuntament (Badalona)
L'Antic Ajuntament és una casa consistorial de Badalona protegida com a Bé Cultural d'Interès Local.

## Descripció
Edifici de petites dimensions compost de planta baixa i pis amb terrat. Situat a la cantonada d'una illa de cases la seva façana principal, amb finestra i porta a la planta baixa i finestra amb balcó a la primera planta, dona a la plaça de la Constitució, al barri de Dalt de la Vila. La construcció és de caràcter popular.

## Història
L'edifici és situat a la plaça de la constitució, antic centre neuràlgic de la vila. Va fer les funcions de casa consistorial fins després de la Guerra del Francès, quan es va traslladar la seu degut a les petites dimensions de l'edifici.